# John Hamilton (1er marquis d'Abercorn)
Pour les articles homonymes, voir John Hamilton et Hamilton.
John James Hamilton, 1er marquis d'Abercorn (juillet 1756 - 27 janvier 1818) est un pair et un homme politique irlandais.

## Biographie
Il est né en juillet 1756, fils posthume du John Hamilton et son épouse Harriet, et petit-fils de James Hamilton (7e comte d'Abercorn), baptisé à St George's Hanover Square. Il fait ses études à Harrow de 1770 à 1771. Il est admis au Inner Temple le 15 juin 1773, mais n'y reste pas longtemps. Il est admis au Pembroke College de Cambridge le 30 juillet 1773. Il va à Michaelmas et obtient sa maîtrise en 1776. Il devient alors l'ami de William Pitt le Jeune, un lien qui le sert bien plus tard.

## Chambre des communes
Hamilton se rend à l'étranger vers 1781 et revient à la fin de l'été de 1783. Sous l'influence de John Buller (homme politique), l'oncle de sa femme, il est élu député de Tory pour East Looe en décembre, remplaçant William Graves. Son premier discours est en opposition au projet de loi sur les Indes orientales de la Coalition Fox-Nord. Il est naturellement partisan du premier ministère de son ami Pitt. En 1784, son demi-frère Edward Craggs-Eliot (1er baron Eliot) le nomme député pour St Germain, un autre arrondissement de Cornouailles. Bien que profondément attaché à Pitt, il possède une grande indépendance de caractère et quelque chose de la fierté raide de son oncle. Fervent partisan de Warren Hastings, il prend la parole en 1788 contre un projet de loi visant à réglementer (et sanctionnant ainsi) la traite négrière, et en faveur de son abolition. Le 9 octobre 1789, il succède à son oncle sans enfant comme comte d'Abercorn et entre à la Chambre des lords sous le nom de vicomte Hamilton.
Il est créé marquis d'Abercorn le 15 octobre 1790 sans doute en raison de ses relations politiques. Il est admis au Conseil privé d'Irlande le 7 février 1794. La plupart des terres d'Abercorn se trouvent en Irlande et le marquis déploie de grands efforts pour construire un bloc électoral au Parlement d'Irlande dans les comtés de Donegal et de Tyrone, bien qu'avec relativement peu de succès.
Il est investi chevalier de la jarretière le 17 janvier 1805.

## Famille
Il épouse Catherine Copley (décédée le 13 septembre 1791), fille de Joseph Copley, 1er baronnet, le 20 juin 1779 à St Marylebone. Ils ont cinq enfants:
- Harriet Margaret Hamilton (1780-1803), décédée non mariée.
- Maria Hamilton (1782-1814) est décédée non mariée.
- Catherine Elizabeth Hamilton (1784-1812), épouse George Hamilton-Gordon, 4e comte d'Aberdeen.
- James Hamilton (1786-1814), épouse Harriet Douglas, petite-fille de James Douglas, 14e comte de Morton.
- Claud Hamilton (1787-1808) est décédé célibataire.

Sa première femme est décédée en 1791 et il épouse sa cousine germaine, Cecil Hamilton, fille de George Hamilton, le 4 mars 1792. Le 27 octobre 1789, elle obtient une ordonnance royale de préséance lui donnant la préséance sur la fille d'un comte du fait de son influence auprès de Pitt. Nathaniel Wraxall laisse entendre qu'elle était la maîtresse de Hamilton avant le décès de sa première femme et que George III hésitait beaucoup à lui accorder ce droit. Ils ont un enfant:

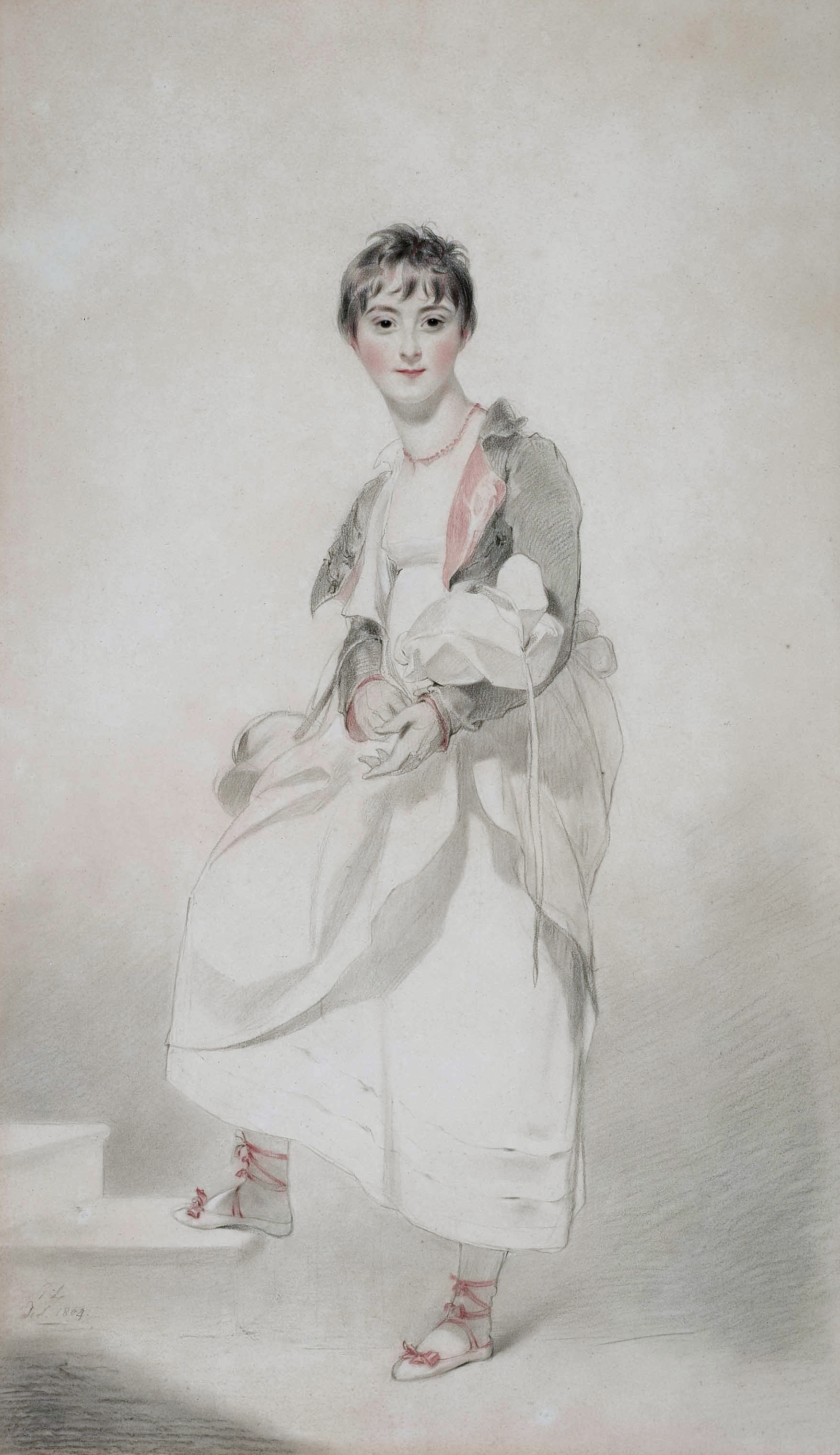
Cecil Frances Hamilton (1795-1860) (Thomas Lawrence, 1804)

- Cecil Frances Hamilton (19 juillet 1795 - 7 juillet 1860), épouse William Howard, 4e comte de Wicklow.

Son mariage avec Lady Cecil n'est pas un succès. ils se séparent en 1798 et divorcent aux termes d'une loi en avril 1799. Le mois suivant, elle épouse Joseph Copley, le frère de la première femme d'Abercorn. De son côté, il épouse Anne Jane Gore (1763-1827), fille d'Arthur Gore (2e comte d'Arran), le 3 avril 1800 .
Il meurt le 27 janvier 1818 à Bentley Priory, Stanmore, et est enterré le 5 février à Stanmore. Ses titres sont transmis à son petit-fils, James Hamilton.